# Rūstā-ye Faşlī-ye Lārkeh
Rūstā-ye Faşlī-ye Lārkeh (persiska: روستای فصلی لارکه) är en ort i Iran.   Den ligger i provinsen Lorestan, i den centrala delen av landet, 400 km sydväst om huvudstaden Teheran. Rūstā-ye Faşlī-ye Lārkeh ligger 963 meter över havet och antalet invånare är 285.
Terrängen runt Rūstā-ye Faşlī-ye Lārkeh är varierad. Rūstā-ye Faşlī-ye Lārkeh ligger nere i en dal. Runt Rūstā-ye Faşlī-ye Lārkeh är det ganska glesbefolkat, med 29 invånare per kvadratkilometer. Närmaste större samhälle är Bīsheh, 14,9 km norr om Rūstā-ye Faşlī-ye Lārkeh. Omgivningarna runt Rūstā-ye Faşlī-ye Lārkeh är i huvudsak ett öppet busklandskap.